# Омутна (притока Вятки)
Омутна́ (рос. Омутная) — річка в Росії, протікає територією Удмуртії (Ярський район) та Кіровської області (Омутнінський район), ліва притока Вятки.
Бере початок на Верхньокамській височині в Удмуртії. Тече спочатку на північний захід, потім повертає на північ та північний схід.
Морфометричні характеристики:
| Течія   | Ширина, м | Глибина, м | Тип дна   | Швидкість, м/с |
| ------- | --------- | ---------- | --------- | -------------- |
| Верхня  | 7         | 0,5        | водорості | 0,1            |
| Середня | 21        | 0,5        | водорості | 0,1            |
| Нижня   | 22        | 1,3        | пісок     | 0,4            |

Має декілька приток:
- ліві — Чорноземка, Великий Поривай, а також струмки Березовка, Здориця, Крутий Лог, Тюриха
- праві — Нова Річка, Єршовка, Піщанка, а також струмки Шумиха, Бартевський Лог, Шахровка, Кам'янка

На річці розташоване місто Омутнінськ. В середній течії збудовано великий Омутнинський став, води якого використовуються для промисловості, водопостачання міста та судноплавства.